# Taradeau
Taradeau – miejscowość i gmina we Francji, w regionie Prowansja-Alpy-Lazurowe Wybrzeże, w departamencie Var.
Według danych na rok 1990 gminę zamieszkiwało 1151 osób, a gęstość zaludnienia wynosiła 66 osób/km² (wśród 963 gmin regionu Prowansja-Alpy-W. Lazurowe Taradeau plasuje się na 356. miejscu pod względem liczby ludności, natomiast pod względem powierzchni na miejscu 552.).